# Liste der Bodendenkmäler in Lupburg
Auf dieser Seite sind die Bodendenkmäler in dem Oberpfälzer Markt Lupburg zusammengestellt. Diese Tabelle ist eine Teilliste der Liste der Bodendenkmäler in Bayern. Grundlage ist die Bayerische Denkmalliste, die auf Basis des Bayerischen Denkmalschutzgesetzes vom 1. Oktober 1973 erstmals erstellt wurde und seither durch das Bayerische Landesamt für Denkmalpflege geführt wird. Die folgenden Angaben ersetzen nicht die rechtsverbindliche Auskunft der Denkmalschutzbehörde.

## Bodendenkmäler in Lupburg
| Lage                             | Objekt | Akten-Nr.     | Bild |
| -------------------------------- | --- | ------------- | ---- |
| Lupburg (Standort)               | Bestattungsplatz der Hallstattzeit mit verebneten Grabhügeln. | D-3-6836-0030 |      |
| Lupburg (Standort)               | Mesolithische Freilandstation, Siedlung der Latènezeit. | D-3-6836-0031 |      |
| Lupburg (Standort)               | Siedlung der Bronzezeit. | D-3-6836-0033 |      |
| Lupburg (Standort)               | Bestattungsplatz der Bronzezeit, der Hallstattzeit und der Frühlatènezeit mit Grabhügeln. | D-3-6836-0034 |      |
| Lupburg (Standort)               | Siedlung vor- und frühgeschichtlicher Zeitstellung. | D-3-6836-0035 |      |
| Lupburg (Standort)               | Tischnerberghöhle (F 45) mit Funden der Jungsteinzeit, der Bronzezeit und der Späthallstatt/-Frühlatènezeit, Bestattungsplatz der Späthallstatt und Frühlatènezeit.                               | D-3-6836-0036 |      |
| Lupburg (Standort)               | Wallanlage vor- und frühgeschichtlicher Zeitstellung, Höhensiedlung der Hallstattzeit. | D-3-6836-0037 |      |
| Lupburg (Standort)               | Bestattungsplatz der Bronzezeit, der Hallstattzeit und der Frühlatènezeit mit Grabhügeln. | D-3-6836-0038 |      |
| Hohenfels (Oberpfalz) (Standort) | Vorgeschichtlicher Bestattungsplatz mit verebnetem Grabhügel. | D-3-6836-0047 |      |
| Lupburg (Standort)               | Archäologische Befunde des Mittelalters und der frühen Neuzeit im Bereich der befestigten Marktsiedlung Lupburg.                                                                                  | D-3-6836-0064 |      |
| Lupburg (Standort)               | Archäologische Befunde im Bereich der mittelalterlichen Burg und des frühneuzeitlichen Schlosses von Lupburg.                                                                                     | D-3-6836-0065 |      |
| Lupburg (Standort)               | Archäologische Befunde des Mittelalters und der frühen Neuzeit im Bereich der Kath. Friedhofskapelle St. Salvator in Haid.                                                                        | D-3-6836-0066 |      |
| Lupburg (Standort)               | Archäologische Befunde des Mittelalters und der frühen Neuzeit im Bereich der Kath. Pfarrkirche St. Martin in See, darunter die Spuren von Vorgängerbauten bzw. älterer Bauphasen.                | D-3-6836-0068 |      |
| Lupburg (Standort)               | Siedlung der Bronzezeit, Bestattungsplatz der Hallstattzeit. | D-3-6836-0071 |      |
| Lupburg (Standort)               | Vorgeschichtlicher Bestattungsplatz mit Grabhügeln. | D-3-6836-0076 |      |
| Lupburg (Standort)               | Vorgeschichtlicher Bestattungsplatz mit Grabhügeln. | D-3-6836-0077 |      |
| Lupburg (Standort)               | Siedlung der Hallstattzeit. | D-3-6836-0078 |      |
| Lupburg (Standort)               | Vorgeschichtlicher Bestattungsplatz mit Grabhügeln. | D-3-6836-0079 |      |
| Lupburg (Standort)               | Bestattungsplatz der Bronzezeit und der Frühlatènezeit mit verebneten Grabhügeln. | D-3-6836-0082 |      |
| Lupburg (Standort)               | Bestattungsplatz der Frühlatènezeit mit verebnetem Grabhügel. | D-3-6836-0083 |      |
| Lupburg (Standort)               | Bestattungsplatz der Bronzezeit, der Hallstattzeit und der Frühlatènezeit mit Grabhügeln. | D-3-6836-0084 |      |
| Lupburg (Standort)               | Vorgeschichtlicher Bestattungsplatz mit Grabhügel. | D-3-6836-0085 |      |
| Lupburg (Standort)               | Vorgeschichtlicher Bestattungsplatz mit verebneten Grabhügeln. | D-3-6836-0086 |      |
| Lupburg (Standort)               | Vorgeschichtlicher Bestattungsplatz mit verebneten Grabhügeln. | D-3-6836-0087 |      |
| Lupburg (Standort)               | Vorgeschichtlicher Bestattungsplatz mit verebneten Grabhügeln. | D-3-6836-0088 |      |
| Lupburg (Standort)               | Bestattungsplatz der Hallstattzeit und der Frühlatènezeit mit verebneten Grabhügeln. | D-3-6836-0094 |      |
| Lupburg (Standort)               | Bestattungsplatz der Hallstattzeit mit verebneten Grabhügeln. | D-3-6836-0095 |      |
| Lupburg (Standort)               | Siedlung und Grabenwerk vor- und frühgeschichtlicher Zeitstellung. | D-3-6836-0096 |      |
| Parsberg (Standort)              | Vorgeschichtlicher Bestattungsplatz mit Grabhügeln. | D-3-6836-0101 |      |
| Lupburg (Standort)               | Spätpaläolithische und mesolithische Freilandstation, Siedlung der Latènezeit, archäologische Befunde der mittelalterlichen und frühneuzeitlichen Wüstung Mayerhof.                               | D-3-6836-0142 |      |
| Lupburg (Standort)               | Mesolithische Freilandstation, Siedlungen der Urnenfelderzeit und der Frühlatènezeit. | D-3-6836-0143 |      |
| Lupburg (Standort)               | Vorgeschichtlicher Bestattungsplatz mit Grabhügel. | D-3-6836-0160 |      |
| Lupburg (Standort)               | Vorgeschichtlicher Bestattungsplatz mit Grabhügeln. | D-3-6836-0161 |      |
| Lupburg (Standort)               | Vorgeschichtlicher Bestattungsplatz mit Grabhügeln. | D-3-6836-0162 |      |
| Lupburg (Standort)               | Archäologische Befunde des Mittelalters und der frühen Neuzeit im Bereich der Kath. Nebenkirche St. Michael in Rackendorf, darunter die Spuren von Vorgängerbauten bzw. älterer Bauphasen.        | D-3-6836-0219 |      |
| Lupburg (Standort)               | Archäologische Befunde des Mittelalters und der frühen Neuzeit im Bereich der Kath. Filialkirche Mariä Himmelfahrt in Degerndorf, darunter die Spuren von Vorgängerbauten bzw. älterer Bauphasen. | D-3-6836-0223 |      |
| Rammersdorf (Standort)           | Mesolithische Freilandstation, vorgeschichtliche Siedlung. | D-3-6836-0229 |      |
| Lupburg (Standort)               | Archäologische Befunde des Mittelalters und der frühen Neuzeit im Bereich der Kath. Pfarrkirche St. Barbara in Lupburg, darunter die Spuren von Vorgängerbauten bzw. älterer Bauphasen.           | D-3-6836-0236 |      |
| Lupburg (Standort)               | Mesolithische Freilandstation, vorgeschichtliche Siedlung. | D-3-6836-0237 |      |
| Lupburg (Standort)               | Spätpaläolithische und mesolithische Freilandstation, Siedlung der Latènezeit. | D-3-6836-0238 |      |
| Lupburg (Standort)               | Vorgeschichtliche Siedlung. | D-3-6836-0239 |      |
| Lupburg (Standort)               | Mesolithische Freilandstation, Siedlungen der Urnenfelderzeit, der Frühlatènezeit und der Spätlatènezeit.                                                                                         | D-3-6836-0240 |      |
| Lupburg (Standort)               | Mesolithische Freilandstation, vorgeschichtliche Siedlung. | D-3-6836-0241 |      |
| Lupburg (Standort)               | Mesolithische Freilandstation, vorgeschichtliche Siedlung. | D-3-6836-0242 |      |
| Lupburg (Standort)               | Siedlung der Hallstattzeit. | D-3-6836-0243 |      |
| Lupburg (Standort)               | Vorgeschichtliche Siedlung. | D-3-6836-0244 |      |
| Lupburg (Standort)               | Mesolithische Freilandstation, vorgeschichtliche Siedlung. | D-3-6836-0245 |      |
| Lupburg (Standort)               | Spätpaläolithische und mesolithische Freilandstation, Siedlungen der Jungsteinzeit und der Latènezeit.                                                                                            | D-3-6836-0246 |      |
| Lupburg (Standort)               | Archäologische Befunde der abgegangenen frühneuzeitlichen Marktbefestigung von Lupburg. | D-3-6836-0248 |      |
| Lupburg (Standort)               | Vorgeschichtlicher Bestattungsplatz mit Grabhügeln. | D-3-6836-0255 |      |